# Шашенок, Владимир Николаевич
Владимир Николаевич Шашенок (укр. Володимир Миколайович Шашенок; 21 апреля 1951 — 26 апреля 1986) — инженер-наладчик системы автоматики. Выполнял свои трудовые обязанности в ночную смену на Чернобыльской АЭС в ночь с 25 на 26 апреля 1986 года. Жертва аварии на ЧАЭС.

## Биография
Владимир Шашенок родился 21 апреля 1951 года в селе Щучья Гребля Бахмачского района Черниговской области, УССР. В 1970 году окончил Конотопский индустриальный техникум.
Трудовую деятельность на Чернобыльской АЭС начал в августе 1980 года. Работал наладчиком контрольно-измерительных приборов и автоматики 5, 6 разрядов цеха наладки и испытаний. Уволился 2 апреля по переводу на предприятие «Смоленскатомэнергоналадка» согласно приказу «Союзатомэнерго» от 29.03.1984 № 80.

На Чернобыльскую АЭС Владимир Шашенок был направлен для участия в испытаниях на четвёртом энергоблоке.
В ночь на 26 апреля 1986 года находился в помещении деаэраторной этажерки, которое расположено под питательным узлом реактора, где осуществлял контроль параметров систем и оборудования энергоблока.

В результате разрушения строительных конструкций при взрыве он получил многочисленные ранения и ожоги.

Найден без сознания и придавлен упавшей балкой со сломанным позвоночником, сломанными ребрами, глубокими термическими и радиационными ожогами.
Скончался в 6 часов утра, в Припятской МСЧ-126, под наблюдением главного врача Виталия Леоненко, не приходя в сознание.
Сначала был похоронен в селе Чистогаловка (укр. Чистогалівка), Чернобыльского района, но впоследствии 19 ноября 1988 перезахоронен на Митинском кладбище вблизи Москвы.

## Награды
Был посмертно награждён Орденом «Знак Почёта»